# Qualificazioni al campionato mondiale femminile di calcio 2019 - UEFA - Fase a gironi, gruppo 1
Il gruppo 1 della sezione UEFA della qualificazioni al campionato mondiale femminile di calcio 2019 è composto da cinque squadre: Bosnia ed Erzegovina, Galles, Kazakistan (qualificatasi tramite i preliminari), Inghilterra e Russia. La composizione dei sette gruppi di qualificazione della sezione UEFA è stata sorteggiata il 19 gennaio 2017.

## Formula
Le cinque squadre si affrontano in un girone all'italiana con partite di andata e ritorno, per un totale di 10 partite. La squadra prima classificata si qualifica direttamente alla fase finale del torneo, mentre la seconda classificata accede ai play-off qualificazione solamente se è tra le prime quattro tra le seconde classificate dei sette gruppi di qualificazione.
In caso di parità di punti tra due o più squadre di uno stesso gruppo, le posizioni in classifica vengono determinate prendendo in considerazione, nell'ordine, i seguenti criteri:
1. maggiore numero di punti negli scontri diretti tra le squadre interessate (classifica avulsa);
2. migliore differenza reti negli scontri diretti tra le squadre interessate (classifica avulsa);
3. maggiore numero di reti segnate negli scontri diretti tra le squadre interessate (classifica avulsa);
4. maggiore numero di reti segnate in trasferta negli scontri diretti tra le squadre interessate (classifica avulsa), valido solo per il turno di qualificazione a gironi;
5. se, dopo aver applicato i criteri dall'1 al 4, ci sono squadre ancora in parità di punti, i criteri dall'1 al 4 si riapplicano alle sole squadre in questione. Se continua a persistere la parità, si procede con i criteri dal 6 all'11;
6. migliore differenza reti;
7. maggiore numero di reti segnate;
8. maggiore numero di reti segnate in trasferta (valido solo per il turno di qualificazione a gironi);
9. tiri di rigore se le due squadre sono a parità di punti al termine dell'ultima giornata (valido solo per il turno preliminare e solo per decidere la qualificazione al turno successivo);
10. classifica del fair play (cartellino rosso = 3 punti, cartellino giallo = 1 punto, espulsione per doppia ammonizione = 3 punti);
11. posizione del ranking UEFA o sorteggio.

## Classifica finale
| Pos | Squadra              | Pt | G | V | N | P | GF | GS | DR  |
| --- | -------------------- | -- | - | - | - | - | -- | -- | --- |
| 1.  | Inghilterra          | 22 | 8 | 7 | 1 | 0 | 29 | 1  | +28 |
| 2.  | Galles               | 17 | 8 | 5 | 2 | 1 | 7  | 3  | +4  |
| 3.  | Russia               | 13 | 8 | 4 | 1 | 3 | 16 | 13 | +3  |
| 4.  | Kazakistan           | 3  | 8 | 1 | 0 | 7 | 2  | 21 | -19 |
| 5.  | Bosnia ed Erzegovina | 3  | 8 | 1 | 0 | 7 | 3  | 19 | -16 |

## Risultati
| Arbitro: | Ruzanna Petrosyan |

|  |           |              |
|  | Marcatori | 54’ Fishlock |

| Arbitro: | Stéphanie Frappart |

|                                                            |           |  |
| Parris 11’ Taylor 14’ Nobbs 36’ Bronze 44’ Duggan 57’, 84’ | Marcatori |  |

| Arbitro: | Frida Nielsen |

|  |           |                        |
|  | Marcatori | 2’ Kamerić 63’ Nikolić |

| San Pietroburgo 24 ottobre 2017, ore 18:00 CEST | Russia        | 0 – 0 referto | Galles | Stadio Petrovskij (1 931 spett.)\| Arbitro: \| Vesna Budimir \| |
| Arbitro:                                        | Vesna Budimir |               |        |                                                                 |

| Arbitro: | Simona Ghisletta |

|          |           |  |
| Ladd 83’ | Marcatori |  |

| Arbitro: | Ewa Augustyn |

|                                               |           |  |
| Houghton 19’, 54’ Parris 46’ Kirby 83’ (rig.) | Marcatori |  |

| Arbitro: | Galiya Echeva |

|  |           |           |
|  | Marcatori | 58’ Green |

| Arbitro: | Lois Otte |

|                                                              |           |  |
| Lawley 15’ Kirby 64’ (rig.) Parris 69’, 75’ Christiansen 76’ | Marcatori |  |

| Arbitro: | Carina Vitulano |

|                 |           |                                                                     |
| Todua 5’ (aut.) | Marcatori | 26’, 82’ Danilova 39’ Galay 53’ (rig.) Morozova 58’, 90+2’ Smirnova |

| Southampton 6 aprile 2018, ore 20:00 CEST | Inghilterra      | 0 – 0 referto | Galles | St Mary's Stadium (25 603 spett.)\| Arbitro: \| Pernilla Larsson \| |
| Arbitro:                                  | Pernilla Larsson |               |        |                                                                     |

| Arbitro: | Ivana Martinčić |

|  |           |                                |
|  | Marcatori | 59’ Danilova 70’, 90’ Smirnova |

| Arbitro: | Andromachi Tsiofliki |

|  |           |                         |
|  | Marcatori | 56’ Duggan 90+3’ Taylor |

| Arbitro: | Sofia Karagiorgi |

|           |           |  |
| Green 62’ | Marcatori |  |

| Arbitro: | Riem Hussein |

|              |           |                              |
| Danilova 31’ | Marcatori | 22’ Parris 27’, 36’ J. Scott |

| Arbitro: | Reelika Turi |

|  |           |                                  |
|  | Marcatori | 33’ (aut.) Am. Spahić 74’ Babšuk |

| Arbitro: | Lina Lehtovaara |

|                            |           |  |
| Green 48’, 62’ Harding 68’ | Marcatori |  |

| Arbitro: | Eleni Antoniou |

|                               |           |  |
| Fëdorova 4’ Smirnova 44’, 56’ | Marcatori |  |

| Arbitro: | Katalin Kulcsár |

|  |           |                                    |
|  | Marcatori | 57’ Duggan 60’ J. Scott 69’ Parris |

| Arbitro: | Tanja Subotič |

|                                        |           |  |
| Danilova 13’, 18’ (rig.) Kožnikova 45’ | Marcatori |  |

| Arbitro: | Hristiana Guteva |

|  |           |                                                                    |
|  | Marcatori | 9’ (rig.) Mead 35’ Daly 54’ Christiansen 66’ Staniforth 87’ Bronze |

## Statistiche

### Classifica marcatrici
6 reti
- Nikita Parris
- Elena Danilova (1 rig.)
- Nadežda Smirnova

4 reti
- Kayleigh Green
- Toni Duggan

2 reti
- Lucy Bronze
- Isobel Christiansen
- Steph Houghton

- Fran Kirby (2 rig.)
- Bethany Mead (1 rig.)

- Jill Scott
- Jodie Taylor

1 rete
- Alma Kamerić
- Milena Nikolić
- Jessica Fishlock
- Natasha Harding
- Hayley Ladd

- Rachel Daly
- Melissa Lawley
- Jordan Nobbs
- Lucy Staniforth
- Ekaterina Babšuk

- Marina Fëdorova
- Maria Galay
- Elena Morozova (1 rig.)
- Anna Kožnikova

Autoreti
- Amira Spahić (1 pro Kazakistan)
- El'vira Todua (1 pro Bosnia ed Erzegovina)